# احتلال الولايات المتحدة لجمهورية الدومينيكان (1916-1924)
استمر أول احتلال للولايات المتحدة لجمهورية الدومينيكان من عام 1916 إلى عام 1924. وقد كان احتلال الولايات المتحدة لجمهورية الدومينيكان أحد التدخلات الحربية الكثيرة التي قامت بها القوات العسكرية للولايات المتحدة في القرن العشرين في أمريكا اللاتينية. في 13 مايو 1916، أجبر الأدميرال ويليام بي. كابيرتون؛ وزير حرب جمهورية الدومينيكان ديسيديريو أرياس، الذي استولى على الحكم من «خوان ايسيدرو جيمنس بيريرا»، على مغادرة مدينة سانتو دومينغو، عاصمة الدومينيكان، وذلك بتعريض المدينة للقصف البحري.

## الغزو
أدى الغزو التدريجي إلى سيطرة البحرية الأمريكية على كافة المناصب الرئيسية في الحكومة، وإلى السيطرة على الجيش والشرطة. حدث أول رسو للسفن الحربية في 5 مايو 1916 عندما «رست سريتان من مشاة البحرية الأمريكية من سفينة (يو إس إس برايري) في سانتو دومينغو». وكان الهدف من ذلك تقديم الحماية للمفوَّضية الأميركية وللقنصلية الأميركية، واحتلال حصن سان جيرونيمو. وفي غضون ساعات، عُزِّزت هذه السريات بـ «سبع سريات إضافية». وفي 6 مايو، هبطت القوات الأمريكية من السفينة الأمريكية (يو إس إس كاستين) لتوفير الحماية للمفوضية الهايتية؛ وهي بلد تخضع لاحتلال عسكري مماثل من الولايات المتحدة. استقال الرئيس الدستوري للبلاد؛ خوان ايسيدرو جيمنس، وذلك بعد يومين من حدوث أول رسو للسفن الحربية.
احتلت قوات الأدميرال كابيرتون مدينة سانتو دومينغو، عاصمة الدومينيكان، في يوم 15 مايو 1916. واستولت وحدات المارينز التابعة للكولونيل جوزيف هنري بندلتون، في يوم 1 يونيو؛ على مدينتي بويرتو بلاتا ومونت كريستي، ومن ثم فرضت عليهما حصارًا. استطاعت قوات المارينز احتلال مدينة مونتي كريستي دون أي مقاومة تذكر، لكنهم أُجبروا على شق طريقهم نحو مدينة بويرتو بلاتا تحت نيران عشوائية كثيفة؛ أطلقها نحو 500 من الجنود غير النظاميين الموالين لديسيديريو أرياس. وخلال هذا الهجوم، تكبّدت قوات المارينز العديد من الخسائر في الأرواح، منها مقتل الكابتن هربرت جي. هيرشنغر، الذي كان أوّل جندي من قوات المارينز؛ يُقتل في المعارك التي شهدتها الحملة.
بعد التقدم نحو الداخل لمدة 24 ساعة؛ واجهت وحدة من قوات المارينز قوة دومينيكية محصنة. ووقعت أول الاشتباكات الرئيسية في 27 يونيو في منطقة لاس ترينشيراس، وهي عبارة عن اثنين من المرتفعات حصنهما الدومينيكان؛ واعتقدوا لفترة طويلة بأنها حصون لا تقهر، وذلك منذ هزيمة الجيش الإسباني هناك في عام 1864. حفرت القوات الدومينيكية هناك خنادق على اثنين من التلال، إحداهما خلف الأخرى، وهو ما أدى إلى إغلاق الطريق المؤدي إلى سانتياغو. تمركزت المدافع الميدانية التابعة لسرية الكابتن تشاندلر كامبل الثالثة عشرة؛ بالإضافة إلى فصيلة من المدافع الرشاشة؛ على تلة تشرف على خنادق العدو، وقاموا بإطلاق النيران في الساعة 00:08. وتحت غطاء هذه النيران، شنت قوات المارينز هجومًا بالحراب على خط الدفاع الأول، وقد تم ذلك الهجوم حتى آخر لحظة ممكنة تحت غطاء وتأمين من نيران سلاح المدفعية. فر جنود الدومينيكان إلى خنادقهم على التل الثاني. احتشدوا هناك لفترة وجيزة، ثم هربوا مرة أخرى؛ بعد أن استأنفت المدافع الميدانية الأمريكية قصفها للتل. في غضون 45 دقيقة من إطلاق نيران المدفعية، اجتاحت قوات المارينز مواقع العدو، وقد كلفهم ذلك مقتل أحد الجنود وجرح أربعة آخرين. لم تعثر قوات المارينز على قتلى أو أسلحة في خنادق العدو، ولكنهم وجدوا فيما بعد في الغابة المجاورة؛ خمس جثث لجنود العدو.
حدد هذا الاشتباك أسلوب غالبية الاحتكاكات الحربية البحرية ضد القوات المعادية في الجمهورية الدومينيكية. وفي ظل تفوق البحرية الأمريكية في سلاح المدفعية والمدافع الرشاشة ومناورات الوحدات الصغيرة والتدريب الفردي والرماية، لم تتمكن أي قوة دومينيكية من الصمود في مواقعها.
بعد يومين من معركة غواياكاناس، في 3 يوليو؛ تحركت قوات المارينز إلى معقل أرياس في سانتياغو دي لوس كاباليروس. ومع ذلك «جرى تجنب حدوث مواجهات عسكرية، بعدما توصل أرياس إلى إتفاق مع كابيرتون لوقف المقاومة». بعد ثلاثة أيام من مغادرة أرياس للبلاد، هبطت بقية قوات الاحتلال وسيطرت على البلاد في غضون شهرين، وفي 29 نوفمبر فرضت الولايات المتحدة حكومة عسكرية بقيادة الكابتن (الأدميرال فيما بعد) هاري شيبرد كناب، قائد قوة طراد سفينته القيادية؛ يو إس إس أوليمبيا (والتي لا تزال موجودة إلى اليوم في فيلادلفيا، بنسلفانيا، الولايات المتحدة الأمريكية).

## بداية الاحتلال
زعمت قوات المارينز أنها أعادت النظام لمعظم أنحاء الجمهورية، باستثناء المنطقة الشرقية، ولكن المقاومة استمرت، بشكل مباشر وغير مباشر، على نطاق واسع في كل مكان. ورغم ذلك، قدّرت إدارة الاحتلال في الولايات المتحدة نجاحاتها من خلال هذه المعايير: اتزنت ميزانية البلاد، وتقلصت ديونها، وتوجه النمو الاقتصادي نحو الولايات المتحدة؛ أسفرت مشاريع البنية التحتية عن طرق جديدة سمحت بحركة أفراد الجيش عبر أنحاء البلاد لأول مرة في التاريخ؛ حل تنظيم عكسري محترف أقل عدائية للاحتلال الأمريكي، وهو حرس الدومنيكان الشرطي؛ الذي انتزع السلطة من النخب المحلية وجعل الجنود أكثر ولاءً للحكومة الوطنية، محل القوات الحزبية السابقة المسؤولة عن الحرب الأهلية.
ورغم ذلك، استاء معظم الدومينيكيين إلى حد كبير من فقدان سيادتهم للأجانب؛ الذين -عدا قلة قليلة منهم- لا يتحدثون الإسبانية ولا يبدون اهتمامًا حقيقيًا برفاهية الجمهورية. وقد حظيت حركة من المتمردين، تُعرف باسم غافيليروس، تضم قادة مثل الجنرال رامون ناتيرا، بدعم كبير من السكان في مقاطعتي السيبو و«سان بيدرو دي ماكوريس» الشرقيتين. وبعد معرفتهم للتضاريس المحلية، قاتلوا من عام 1917 إلى عام 1921 ضد احتلال الولايات المتحدة. انتهى القتال في الريف إلى طريق مسدود، ووافق المتمردون على الاستسلام المشروط.

## الانسحاب
بعد الحرب العالمية الأولى، بدأ الرأي العام في الولايات المتحدة يتعارض مع الاحتلال. نظم وارن جي. هاردينغ، الذي خلف ويلسون في مارس 1921؛ حملة ضد احتلال كل من هايتي وجمهورية الدومينيكيان. وفي يونيو 1921، قدم ممثلو الولايات المتحدة مقترحًا بالانسحاب، يعرف باسم «خطة هاردينغ»، والتى دعت إلى موافقة جمهورية الدومينيكان على جميع أعمال الحكومة العسكرية، والموافقة على قرض قدره 2.5 مليون دولار أمريكي للأشغال العامة وللنفقات الآخرى، والقبول بوجود ضباط من الولايات المتحدة في جهاز شرطي منظم -المعروف الآن باسم الحرس الوطني (جارديا ناسيونال)- وإجراء الانتخابات تحت إشراف الولايات المتحدة. كان رد الفعل الشعبي على الخطة سلبيًا للغاية. غير أن قادة دومينيكان معتدلين استخدموا الخطة كأساس لمفاوضات أخرى أسفرت عن اتفاق بين وزير خارجية الولايات المتحدة تشارلز إيفانز هيوز وسفير جمهورية الدومينيكان لدى الولايات المتحدة فرانسيسكو جيه. بينادو، في 30 يونيو 1922؛ يسمح باختيار رئيس مؤقت يحكم البلاد إلى أن تُجرى انتخابات. تولى خوان «باوتيستا فيشيني بورغوس» الرئاسة المؤقتة في 21 أكتوبر 1922، تحت إشراف المفوض السامي سومنر ويلز. هزم هوراسيو فاسكيز، الحليف الأمريكي الذي تعاون مع حكومة الولايات المتحدة، منافسه بينادو بسهولة؛ في الانتخابات الرئاسية التي جرت في 15 مارس 1924. وفاز حزب تحالف فاسكيز أيضًا بأغلبية مريحة في مجلسي الكونغرس. عادت سيطرة الدومينيكان على بلادهم؛ مع تنصيبه في 13 يوليو.

## التداعيات
على الرغم من الانسحاب، كانت لا تزال هناك مخاوف بشأن تحصيل وتطبيق الإيرادات الجمركية للبلاد. ولمعالجة هذه المشكلة، أقام ممثلو حكومة الولايات المتحدة وحكومة جمهورية الدومينيكان مؤتمرًا؛ ووقعوا معاهدة في 27 ديسمبر 1924، تمنح الولايات المتحدة الحق في السيطرة على الإيرادات الجمركية للبلاد. وفي عام 1941، أُلغيت المعاهدة رسميًا، واستعادت حكومة جمهورية الدومينيكان السيطرة على إيرادات البلاد الجمركية. بيد أن هذه المعاهدة قد خلفت استياءً دائمًا لدى شعب جمهورية الدومينيكان تجاه الولايات المتحدة.
كانت ميدالية حملة الدومينيكان؛ ميدالية خدمة أمريكية مرخص بها للأفراد العسكريين الذين شاركوا في النزاع.